# Феоктистово
Феоктистово — упразднённая деревня в Ярском районе Удмуртии. Входила в состав Еловского сельского поселения. Исключена из учётных данных в 2021 году.

## География
Деревня расположена на северо-западе республики на расстоянии примерно в 15 километрах по прямой к северо-западу от районного центра Яра.

## Население
| 2010 | 2012 |
| ---- | ---- |
| 0    | →0   |

Национальный состав
Согласно результатам переписи 2002 года, в национальной структуре населения удмурты составляли 95 % из 20 чел..